# Людина йде за сонцем
«Людина йде за сонцем» (рос. «Человек идёт за солнцем») — молдовський радянський художній фільм 1961 року режисера Михайла Каліка.

## Сюжет
Поетична розповідь про хлопчика, що йде по улюбленому місту за сонцем і зустрічає на своєму шляху людей — добрих і злих, чуйних і байдужих...

## У ролях
- Ніку Крімнус
- Тетяна Бестаєва
- Микола Волков
- Георгій Георгіу
- Максим Греков
- Людмила Долгорукова
- Євген Євстигнєєв
- Валентин Зубков
- Лев Круглий
- Наум Кавуновський
- Йосип Левяну
- Лариса Лужина
- Віктор Маркін
- Анатолій Папанов
- Георгій Светлані
- Георгіос Совчіс
- Валентина Телегіна
- Сергій Троїцький
- Іон Унгуряну
- Думітру Фусу

## Творча група
- Сценарій: Валеріу Гажіу, Михайло Калик
- Режисер: Михайло Калік
- Оператор: Вадим Дербеньов
- Композитор: Мікаел Тарівердієв